# Wojciech Śmigielski
Wojciech Śmigielski (1934–2017) – polski archeolog, uczestnik prac w lesie Katyńskim w latach 1994-1995. Syn ofiary zbrodni katyńskiej, podporucznika rezerwy Antoniego Śmigielskiego zamordowanego w Katyniu.
Był długoletnim pracownikiem poznańskiego Oddziału Instytutu Archeologii i Etnologii PAN, badaczem kultury łużyckiej.
Został zaproszony w 1994 roku przez Radę Pamięci Walk i Męczeństwa do udziału w ekspedycji archeologicznej do lasu Katyńskiego.
4 kwietnia 2011 otrzymał Złoty Krzyż Zasługi za upowszechnianie prawdy o Katyniu.
Pochowany na cmentarzu przy ulicy Lutyckiej w Poznaniu.